# Торбеста мишевидка
Торбестата мишевидка (Phascogale tapoatafa) е вид бозайник от семейство Торбести мишки (Dasyuridae). Видът е почти застрашен от изчезване.

## Разпространение и местообитание
Разпространен е в Австралия.